# Tempio di Milioni di Anni
Il Tempio di Milioni di Anni era il tempio costruito dai sovrani del Nuovo Regno a partire da Thutmose I dedicato alla conferma della loro divina natura ed al culto del loro potere regale.

## Descrizione
Durante il Nuovo Regno, i sovrani si fecero seppellire nella Valle dei Re tra le montagne di Tebe mentre il loro tempio del culto venne edificato lontano dalle tombe, divenendo vasto ed importante e denominato anche Palazzo o Casa dei Milioni di Anni.

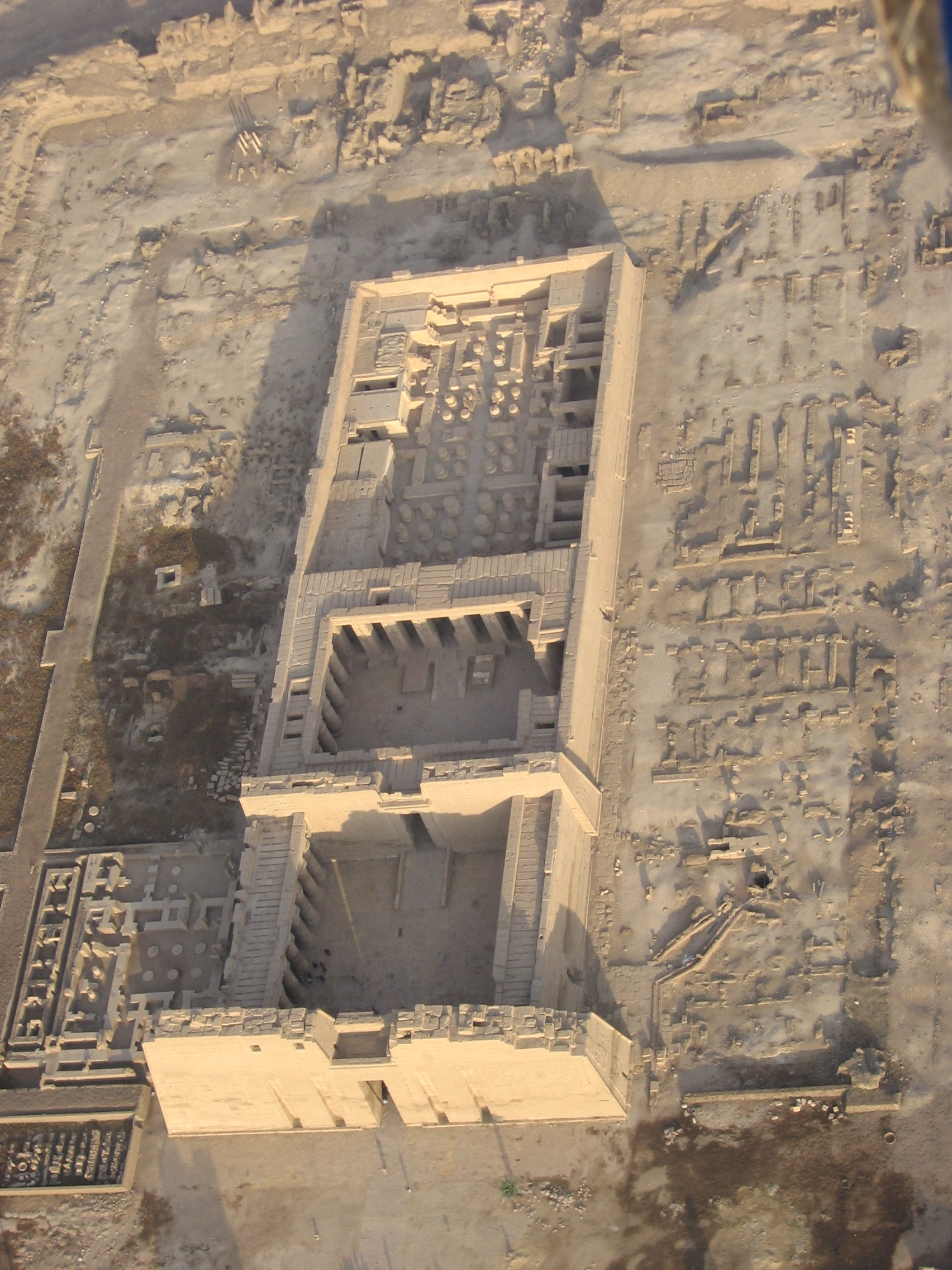
Tempio di Ramesse III

Inizialmente furono considerati templi funerari ma oggi è stato accertato che il culto che vi veniva celebrato era dedicato anche al sovrano in vita, che veniva associato al dio Amon e festeggiato solennemente ogni anno con la Bella Festa della Valle.
Il sovrano, come sommo sacerdote, vi celebrava numerosi riti onorando gli dei con offerte e preghiere, sempre con il fine di mantenere l'armonia terrena e l'ordine cosmico in conformità ai principi di Maat.
I Templi di Milioni di Anni presentavano una struttura complessa simile ai templi del culto divino e furono edificati nell'area della necropoli di Tebe tra la montagna tebana e la riva occidentale del Nilo con il quale erano collegati tramite canali.
L'essere edificati sulla sponda occidentale del fiume fece dedurre che fossero templi funerari, ma ne furono edificati anche altri su quella orientale con la stessa funzione cultuale dedicata al trionfo di Maat e del suo rapporto divino con il sovrano.
Alla morte del sovrano, vi veniva iniziato e praticato il culto funerario.
Il tempio presentava cinta esterna,  piloni, atri, sala ipostila, santuario e magazzini.
Tra i più notevoli annoveriamo quello della regina Hatshepsut a Deir el-Bahari, Ramesse III a  Medinet Habu, i due templi di Sethi I uno a Tebe e l'altro ad Abido, il Ramesseum di Ramesse II e quello della regina Tausert.
Del tempio funerario di Amenhotep III residuano solo due gigantesche statue dette Colossi di Memnone mentre il suo architetto Amenhotep (figlio di Hapu)  poté eccezionalmente costruire il suo ad immagine di abitazione con giardino e laghetto.
Questi templi sono molto interessanti per l'iconografia, illustrante i vari aspetti sociali oltre a quello cultuale già descritto.
L'incoronazione viene rappresentata con il dio Thot che dona le varie corone, gli scettri e la titolatura completa.
Anche la Heb-Sed, con i suoi riti giubilari è indicata come necessaria al sovrano per poter rinnovare le energie ed il potere nella lotta contro il Caos essendo questi l'unico garante dell'ordine cosmico.
Venivano rievocate le battaglie sostenute sia per la difesa dell'Egitto che per la sua stabilità ed anche i viaggi e le esplorazioni in altri paesi per l'approvvigionamento di materiali rari.
Molte scene illustrano le nozze della regina con il dio Amon impersonato dal sovrano oppure il concepimento e la nascita dell'infante reale, dio e figlio del dio.